# Aka (Fukuoka)
Aka (jap. 赤村 Aka-mura) – wieś w Japonii, na wyspie Kiusiu, w prefekturze Fukuoka. Według danych na rok 2020 miejscowość zamieszkiwało 2 774 mieszkańców , a gęstość zaludnienia wyniosła 86,7 os./km².